# Кенія на літніх Олімпійських іграх 1988
Кенія на літніх Олімпійських іграх 1988 року в Сеулі була представлена 74 спортсменами (70 чоловіками та 4 жінками) у 7 видах спорту: легка атлетика, бокс, хокей на траві, дзюдо, стрільба, важка атлетика та боротьба. Прапороносцем на церемонії відкриття Олімпійських ігор був боксер Патрік Ваверу.
Країна всьоме брала участь у літніх Олімпійських іграх. Кенійські олімпійці здобули 9 медалей — п'ять золотих, дві срібних та дві бронзових. У неофіційному заліку Кенія зайняла 13 загальнокомандне місце.

## Медалісти
| Медаль | Спортсмен        | Вид спорту     | Дисципліна                     |
| ------ | ---------------- | -------------- | ------------------------------ |
| Золото | Пол Еренг        | Легка атлетика | 800 м, чоловіки                |
| Золото | Джуліус Каріукі  | Легка атлетика | 3000 м з перешкодами, чоловіки |
| Золото | Джон Нгугі       | Легка атлетика | 5000 м, чоловіки               |
| Золото | Пітер Роно       | Легка атлетика | 1500 м, чоловіки               |
| Золото | Роберт Вангіла   | Бокс           | до 67 кг, чоловіки             |
| Срібло | Пітер Коеч       | Легка атлетика | 3000 м з перешкодами, чоловіки |
| Срібло | Дуглас Вакіїгурі | Легка атлетика | марафон, чоловіки              |
| Бронза | Кіпкембої Кімелі | Легка атлетика | 10000 м, чоловіки              |
| Бронза | Кріс Санде       | Бокс           | до 75 кг, чоловіки             |

## Бокс
| Моріс Майна     | до 48 кг    | Bye                         | Могамед Гаддад (SYR) W 4:1         | Чатчаї Сакасул (THA) L 0:5            | не пройшов                   | не пройшов              | не пройшов                 | не пройшов |            |            |
| Ентоні Ікегу    | до 51 кг    | Bye                         | Філіпп Десавой (FRA) L RSC         | не пройшов                            | не пройшов                   | не пройшов              | не пройшов                 | не пройшов |            |            |
| Стів Мвема      | до 54 кг    | Bye                         | Рамбагадур Гірі (NEP) W RSC        | Альберто Мачазе (MOZ) W 5:0           | Кеннеді МакКінні (USA) L 0:5 | не пройшов              | не пройшов                 | не пройшов |            |            |
| Джон Ванджау    | до 57 кг    | Ласло Секе (HUN) W          | Реджіліо Тур (NED) L               | не пройшов                            | не пройшов                   | не пройшов              | не пройшов                 | не пройшов |            |            |
| Патрік Ваверу   | до 60 кг    | Андреас Цюлов (GDR) L 0:5   | не пройшов                         | не пройшов                            | не пройшов                   | не пройшов              | не пройшов                 | не пройшов |            |            |
| Девід Камау     | до 63.5 кг  | Абіднасір Шагаб (JOR) W RSC | Мартін Ндонго-Ебанга (CMR) W 5:0   | Содномдаржаагіїн Алтансюх (MGL) L 0:5 | не пройшов                   | не пройшов              | не пройшов                 | не пройшов |            |            |
| Роберт Вангіла  | до 67 кг    | Bye                         | Георге Пертонієвич (YUG) W RSC-2   | Хайдавин Гантулга (MGL) W AB-2        | Христо Фурнігов (BUL) W 5:0  | Ян Дидак (POL) W WO     | Лоран Будуані (FRA) W KO-2 | 1          |            |            |
| Могамад Орунгі  | до 71 кг    | Bye                         | Аполінаріо Сільвейра (ANG) L RSC-2 | не пройшов                            | не пройшов                   | не пройшов              | не пройшов                 | не пройшов |            |            |
| Кріс Санде      | до 75 кг    | Bye                         | Хуан Монтіель (URU) W KO-3         | Пол Камела (CMR) W 5:0                | Франко Ваньяма (UGA) W 5:0   | Генрі Маске (GDR) L 0:5 | не пройшов                 | 3          |            |            |
| Джозеф Ахасамба | до 81 кг    | Джеффрі Недд (ARU) W RSC-2  | Сіоне Вавені Таліаулі (TON) W 5:0  | Н/Д                                   | Дамір Шкаро (YUG) L 0:5      | не пройшов              | не пройшов                 | не пройшов |            |            |
| Гарольд Обунга  | до 91 кг    | Bye                         | Таулау Фале (TON) W RSC-1          | Н/Д                                   | Анджей Ґолота (POL) L 0:5    | не пройшов              | не пройшов                 | не пройшов | не пройшов | не пройшов |
| Кріс Одера      | понад 91 кг | Bye                         | Леннокс Льюїс (CAN) L RSC          | Н/Д                                   | не пройшов                   | не пройшов              | не пройшов                 | не пройшов | не пройшов | не пройшов |

## Боротьба
Чоловіки
| Стиль                  | Категорія       | Спортсмен      | Раунд 1                            | Раунд 2                             | Раунд 3                | Раунд 4            | Раунд 5            | Раунд 6            | Фінал              | Фінал |
| Стиль                  | Категорія       | Спортсмен      | Суперник Результат                 | Суперник Результат                  | Суперник Результат     | Суперник Результат | Суперник Результат | Суперник Результат | Суперник Результат | Місце |
| ---------------------- | --------------- | -------------- | ---------------------------------- | ----------------------------------- | ---------------------- | ------------------ | ------------------ | ------------------ | ------------------ | ----- |
| Греко-римська боротьба | −52 кг          | Ламачі Еліму   | Гу Річа (CHN) L 0-4ST              | Чаба Вадас (HUN) L 0-4TF            | завершив змагання      | завершив змагання  | завершив змагання  | завершив змагання  | завершив змагання  |       |
| Греко-римська боротьба | −68 кг          | Кіпту Салбеї   | Георгій Караманлієв (BUL) L 0-4 ST | Левон Джулфалакян (URS) L 0–4ST     | завершив змагання      | завершив змагання  | завершив змагання  | завершив змагання  | завершив змагання  |       |
| Греко-римська боротьба | −100 кг         | Маїсіба Обвоге | Умар Самба Сі (MTN) L 0–4TF        | Bye                                 | Ю Чон-Те (KOR) L 0–4TF | завершив змагання  | завершив змагання  | завершив змагання  | завершив змагання  |       |
| Вільна боротьба        | Ламачі Еліму    | −52 кг         | Оскар Муньос (COL) L 0–4TF         | Церенбаатарин Енхбаяр (MGL) L 0–4TF | завершив змагання      | завершив змагання  | завершив змагання  | завершив змагання  | завершив змагання  |       |
| Вільна боротьба        | Варуїнгі Кімані | −57 кг         | Мурад Зелфані (TUN) L 0–4 ST       | Аскарі Мохаммадьян (IRI) L 0–4ST    | завершив змагання      | завершив змагання  | завершив змагання  | завершив змагання  | завершив змагання  |       |
| Вільна боротьба        | −68 кг          | Кіпту Салбеї   | Ермініо Ідальго (PAN) L 0-4 ST     | Георгіос Атанасіадіс (GRE) L 0–4TF  | завершив змагання      | завершив змагання  | завершив змагання  | завершив змагання  | завершив змагання  |       |
| Вільна боротьба        | −100 кг         | Маїсіба Обвоге | Василе Пушкашу (ROU) L 0–4TF       | Бабакар Сар (MTN) L 0–4TF           | завершив змагання      | завершив змагання  | завершив змагання  | завершив змагання  | завершив змагання  |       |

## Важка атлетика
| Спортсмен     | Категорія           | Ривок     | Ривок | Поштовх   | Поштовх | Разом | Місце |
| Спортсмен     | Категорія           | Результат | Місце | Результат | Місце   | Разом | Місце |
| ------------- | ------------------- | --------- | ----- | --------- | ------- | ----- | ----- |
| Джума Абуду   | до 60 кг, чоловіки  | 90        | 11    | 110       | 14      | 200   | 11    |
| Девід Мейна   | до 75 кг, чоловіки  | 105       | 22    | —         | —       | —     | —     |
| Сулеман Джума | до 90 кг, чоловіки  | 120       | 23    | 145       | 22      | 265   | 22    |
| Пій Очієнг    | до 100 кг, чоловіки | 125       | 17    | 170       | 14      | 295   | 15    |

## Дзюдо
| Спортсмен        | Дисципліна         | 1/64               | 1/32               | 1/16               | Чвертьфінал        | Півфінал           | Втішний раунд      | Фінал              | Фінал |
| Спортсмен        | Дисципліна         | Суперник Результат | Суперник Результат | Суперник Результат | Суперник Результат | Суперник Результат | Суперник Результат | Суперник Результат | Місце |
| ---------------- | ------------------ | ------------------ | ------------------ | ------------------ | ------------------ | ------------------ | ------------------ | ------------------ | ----- |
| Джон Богі        | до 65 кг, чоловіки |                    |                    |                    |                    |                    |                    |                    | 34    |
| Нельсон Омбіто   | до 71 кг, чоловіки |                    |                    |                    |                    |                    |                    |                    | 19    |
| Джеймс Кігара    | до 78 кг, чоловіки |                    |                    |                    |                    |                    |                    |                    | 34    |
| Тібуріус Ньячвая | до 86 кг, чоловіки |                    |                    |                    |                    |                    |                    |                    | 19    |

## Легка атлетика
Трекові та шосейні дисципліни
| Пітер Векеса                                                | 100 м, чоловіки                | 10.50    | 2 Q  | 10.43      | 5          | не пройшов        | не пройшов        | не пройшов        | не пройшов        |            |            |
| Кеннеді Одієк                                               | 100 м, чоловіки                | 10.51    | 4 q  | 10.51      | 7          | не пройшов        | не пройшов        | не пройшов        | не пройшов        |            |            |
| Кеннеді Ондієк                                              | 200 м, чоловіки                | 20.79    | 9 Q  | 20.79      | 4          | не пройшов        | не пройшов        | не пройшов        | не пройшов        |            |            |
| Симеон Кіпкембої                                            | 400 м, чоловіки                | 45.15    | 2 Q  | 45.44      | 5          | не пройшов        | не пройшов        | не пройшов        | не пройшов        |            |            |
| Лукас Санг                                                  | 400 м, чоловіки                | 46.85    | 2 Q  | 45.72      | 6          | не пройшов        | не пройшов        | не пройшов        | не пройшов        |            |            |
| Елкана Ньянгау                                              | 400 м, чоловіки                | 46.25    | 4 q  | 46.09      | 7          | не пройшов        | не пройшов        | не пройшов        | не пройшов        |            |            |
| Пол Еренг                                                   | 800 м, чоловіки                | 1:46.14  | 1 Q  | 1:46.38    | 2 Q        | 1:44.55           | 1 Q               | 1:43.55           | 1                 |            |            |
| Ніксон Кіпротіч                                             | 800 м, чоловіки                | 1:48.68  | 2 Q  | 1:45.68    | 4 Q        | 1:44.71           | 1 Q               | 1:49.55           | 8                 |            |            |
| Джума Ндіва                                                 | 800 м, чоловіки                | 1:47.11  | 3 Q  | 1:47.27    | 6          | не пройшов        | не пройшов        | не пройшов        | не пройшов        |            |            |
| Пітер Роно                                                  | 1500 м, чоловіки               | 3:37.65  | 1 Q  | Н/Д        | Н/Д        | 3:38.25           | 2 Q               | 3:35.96           | 1                 |            |            |
| Кіпкоеч Черуйот                                             | 1500 м, чоловіки               | 3:39.98  | 7 Q  | Н/Д        | Н/Д        | 3:38.09           | 1 Q               | 3:37.94           | 7                 |            |            |
| Джозеф Чесіре                                               | 1500 м, чоловіки               | 3:41.72  | 17 Q | Н/Д        | Н/Д        | 3:39.17           | 6 q               | 3:40.82           | 11                |            |            |
| Джон Нгугі                                                  | 5000 м, чоловіки               | 13:47.93 | 5 Q  | Н/Д        | Н/Д        | 13:24.43          | 2 Q               | 13:11.70          | 1                 |            |            |
| Джобс Ондієкі                                               | 5000 м, чоловіки               | 13:58.24 | 4 Q  | Н/Д        | Н/Д        | 13:22.85          | 5 Q               | 13:52.01          | 12                |            |            |
| Чарльз Черуйот                                              | 5000 м, чоловіки               | 13:43.11 | 2 Q  | Н/Д        | Н/Д        | 13:38.44          | 10                | не пройшов        | не пройшов        |            |            |
| Кіпкембої Кімелі                                            | 10000 м, чоловіки              | 28:00.39 | 1 Q  | Н/Д        | Н/Д        | Н/Д               | Н/Д               | 27:25.16          | 3                 |            |            |
| Моузес Тануї                                                | 10000 м, чоловіки              | 28:20.98 | 2 Q  | Н/Д        | Н/Д        | Н/Д               | Н/Д               | 27:47.23          | 8                 |            |            |
| Боніфацій Міранде                                           | 10000 м, чоловіки              | 28:21.84 | 10 Q | Н/Д        | Н/Д        | Н/Д               | Н/Д               | не фінішував      | не фінішував      |            |            |
| Дуглас Вакіїкурі                                            | марафон, чоловіки              | Н/Д      | Н/Д  | Н/Д        | Н/Д        | Н/Д               | Н/Д               | 2:10:47           | 2                 |            |            |
| Іграгім Гуссейн                                             | марафон, чоловіки              | Н/Д      | Н/Д  | Н/Д        | Н/Д        | Н/Д               | Н/Д               | не фінішував      | не фінішував      |            |            |
| Джозеф Кіпсанг                                              | марафон, чоловіки              | Н/Д      | Н/Д  | Н/Д        | Н/Д        | Н/Д               | Н/Д               | не фінішував      | не фінішував      |            |            |
| Джозеф Марітім                                              | 400 м з бар'єрами, чоловіки    | 49.64    | 3 Q  | Н/Д        | Н/Д        | 49.50             | 5                 | не пройшов        | не пройшов        |            |            |
| Саймон Кітур                                                | 400 м з бар'єрами, чоловіки    | 49.88    | 2 Q  | Н/Д        | Н/Д        | 49.74             | 6                 | не пройшов        | не пройшов        |            |            |
| Гідеон Єго                                                  | 400 м з бар'єрами, чоловіки    | 49.80    | 3 Q  | Н/Д        | Н/Д        | дискваліфікований | дискваліфікований | дискваліфікований | дискваліфікований |            |            |
| Джуліус Каріукі                                             | 3000 м з перешкодами, чоловіки | 8:33.42  | 2 Q  | Н/Д        | Н/Д        | 8:18.53           | 4 Q               | 8:05.51 OR        | 1                 |            |            |
| Пітер Коеч                                                  | 3000 м з перешкодами, чоловіки | 8:31.66  | 3 Q  | Н/Д        | Н/Д        | 8:15.68           | 2 Q               | 8:06.79           | 2                 |            |            |
| Патрік Санг                                                 | 3000 м з перешкодами, чоловіки | 8:36.11  | 1 Q  | Н/Д        | Н/Д        | 8:16.70           | 4 Q               | 8:15.22           | 5                 |            |            |
| Елкана Ньянгау Кеннеді Ондієк Симеон Кіпкембої Пітер Векеса | естафета 4×100 м, чоловіки     | Н/Д      | Н/Д  | Н/Д        | Н/Д        | 39.47             | 6                 | не пройшли        | не пройшли        |            |            |
| Тіто Саве Лукас Санг Пол Еренг Симеон Кіпкембої             | естафета 4×400 м, чоловіки     | Н/Д      | Н/Д  | Н/Д        | Н/Д        | 3:03.24           | 2                 | 3:04.69           | 8                 |            |            |
| Вільям Саве                                                 | ходьба, 50 км, чоловіки        | Н/Д      | Н/Д  | Н/Д        | Н/Д        | Н/Д               | Н/Д               | 4:25:24           | 35                |            |            |
| Джойс Одгіамбо                                              | 100 м, жінки                   | 11.90    | 7    | не пройшла | не пройшла | не пройшла        | не пройшла        | не пройшла        | не пройшла        | не пройшла | не пройшла |
| Джойс Одгіамбо                                              | 200 м, жінки                   | 24.26    | 5    | не пройшла | не пройшла | не пройшла        | не пройшла        | не пройшла        | не пройшла        | не пройшла | не пройшла |
| Сюзан Сірма                                                 | 1500 м, жінки                  | 4:10.13  | 10   | Н/Д        | Н/Д        | Н/Д               | Н/Д               | не пройшла        | не пройшла        | не пройшла | не пройшла |
| Сюзан Сірма                                                 | 3000 м, жінки                  | 9:06.90  | 14   | Н/Д        | Н/Д        | Н/Д               | Н/Д               | не пройшла        | не пройшла        | не пройшла | не пройшла |
| Паскалін Вангуї                                             | марафон, жінки                 | Н/Д      | Н/Д  | Н/Д        | Н/Д        | Н/Д               | Н/Д               | 2:47:42           | 49                |            |            |
| Роуз Тата-Муя                                               | 400 м з бар'єрами, жінки       | 49.64    | 3 Q  | Н/Д        | Н/Д        | 49.50             | 5                 | не пройшла        | не пройшла        |            |            |

Польові дисципліни
| Спортсмен   | Дисципліна                  | Кваліфікація | Кваліфікація | Фінал      | Фінал      |
| Спортсмен   | Дисципліна                  | Результат    | Місце        | Результат  | Місце      |
| ----------- | --------------------------- | ------------ | ------------ | ---------- | ---------- |
| Девід Ламаї | стрибки у довжину, чоловіки | NM           | NM           | не пройшов | не пройшов |

## Стрільба
| Спортсмен  | Дисципліна                            | Кваліфікація | Кваліфікація | Фінал      | Фінал      | Місце |
| Спортсмен  | Дисципліна                            | Результат    | Місце        | Результат  | Місце      | Місце |
| ---------- | ------------------------------------- | ------------ | ------------ | ---------- | ---------- | ----- |
| Шуаїб Адам | пневматичний пістолет, 10 м, чоловіки | 556          | 44           | не пройшов | не пройшов | 44    |
| Шуаїб Адам | пістолет, 50 м, чоловіки              | 532          | 42           | не пройшов | не пройшов | 42    |

## Хокей на траві

### Змагання серед чоловіків
Груповий турнір
Група A
| Поз | Команда    | І | В | Н | П | ГЗ | ГП | РГ  | О  | Кваліфікація           |
| --- | ---------- | - | - | - | - | -- | -- | --- | -- | ---------------------- |
| 1   | Австралія  | 5 | 5 | 0 | 0 | 19 | 3  | +16 | 10 | Півфінали              |
| 2   | Нідерланди | 5 | 3 | 1 | 1 | 12 | 6  | +6  | 7  | Півфінали              |
| 3   | Пакистан   | 5 | 3 | 0 | 2 | 15 | 8  | +7  | 6  | Змагання за 5-8 місця  |
| 4   | Аргентина  | 5 | 2 | 0 | 3 | 8  | 12 | −4  | 4  | Змагання за 5-8 місця  |
| 5   | Іспанія    | 5 | 1 | 1 | 3 | 6  | 10 | −4  | 3  | Змагання за 9-12 місця |
| 6   | Кенія      | 5 | 0 | 0 | 5 | 5  | 26 | −21 | 0  | Змагання за 9-12 місця |

| 18 вересня 1988 15:15                                                                     |        |                    |                                                  |
| Австралія                                                                                 | 7–1    | Кенія              | Судді: Клод Зайдлер (FRG) Адріано де Веччі (ITA) |
| Воррен Бірмінгем 12', 25' · Девід Вансбру 34' · Марк Гагер 39', 56', 65' · Колін Батч 61' | Report | Санджіван Гоял 58' | Судді: Клод Зайдлер (FRG) Адріано де Веччі (ITA) |

| 20 вересня 1988 15:15                                                                            |        |       |                                                |
| Пакистан                                                                                         | 8–0    | Кенія | Судді: Іво Сакаїда (JPN) ЛуїМішель Гілле (FRA) |
| Шейх Тарін 8', 9', 47', 52' · Могіб-Ур-Регман Казі 16' · Шаріф Загід 33' · Ахмед Шахбаз 64', 66' | Report |       | Судді: Іво Сакаїда (JPN) ЛуїМішель Гілле (FRA) |

| 22 вересня 1988 13:30                      |        |                                                                              |                                                       |
| Кенія                                      | 2–4    | Іспанія                                                                      | Судді: Патрік ван Бенеден (BEL) Річард Кентвелл (USA) |
| Джон Еліуд Окот 34' · Індерджит Матару 40' | Report | Хорхе Оліва 17' · Хав'єр Ескуде 20' · Мігель де Пас 24' · Ігнасіо Ескуде 45' | Судді: Патрік ван Бенеден (BEL) Річард Кентвелл (USA) |

| 24 вересня 1988 10:45                              |        |                      |                                           |
| Нідерланди                                         | 2–1    | Кенія                | Судді: Грем Неш (ENG) Амарджит Бава (IND) |
| Флоріс Ян Бовеландер 29' · Тако ван ден Гонерт 39' | Report | Індерджит Матару 70' | Судді: Грем Неш (ENG) Амарджит Бава (IND) |

| 26 вересня 1988 13:30                                                                                        |        |                   |                                                    |
| Аргентина | 5–1    | Кенія             | Судді: Клод Зейдлер (FRG) Патрік ван Бенеден (BEL) |
| Марсело Машероні 8' · Едгардо Пайлос 42' · Фернандо Феррара 44' · Алехандро Верга 47' · Габріель Мінадео 63' | Report | Лукас Алубага 32' | Судді: Клод Зейдлер (FRG) Патрік ван Бенеден (BEL) |

Змагання за 9-12 місце
|  | Cross-overs                 | Cross-overs    |   |            | за 9-10 місце       | за 9-10 місце |  |
|  |                             |                |   |            |                     |               |  |
|  | 28 вересня                  |                |   |            |                     |               |  |
|  | Іспанія                     | 2              |   |            |                     |               |  |
|  | Канада                      | 0              |   |            |                     |               |  |
|  |                             |                |   |            |                     |               |  |
|  |                             |                |   |            | 29 вересня          |               |  |
|  |                             |                |   |            | Іспанія             | 2             |  |
|  |                             | Південна Корея | 0 |            |                     |               |  |
|  |                             |                |   |            |                     |               |  |
|  |                             |                |   |            |                     |               |  |
|  |                             |                |   |            | Матч за третє місце |               |  |
|  | 28 вересня                  | 28 вересня     |   | 29 вересня | 29 вересня          |               |  |
|  | Південна Корея (extra time) | 5              |   | Канада     | 3                   |               |  |
|  | Кенія                       | 2              |   |            | Кенія               | 1             |  |

за 9-12 місце
| 28 вересня 1988 09:00                       |          |                                          |                                         |
| Південна Корея                              | 5–2 (ДЧ) | Кенія                                    | Судді: Грем Неш (ENG) Іво Сакаїда (JPN) |
| Ган Джин-Су 10', 71' · Ю Сонг-Цзін 15', 76' | Report   | Лукас Алубага 13' · Індерджит Матару 49' | Судді: Грем Неш (ENG) Іво Сакаїда (JPN) |

За 11-12 місце
| 29 вересня 1988 15:15                                        |        |                  |                                                    |
| Канада                                                       | 3–1    | Кенія            | Судді: Микола Степанов (URS) Річард Кентвелл (USA) |
| Гаргурнек Сандгу 17' · Тревор Поррітт 24' · Росс Рутледж 31' | Report | Пітер Акатса 44' | Судді: Микола Степанов (URS) Річард Кентвелл (USA) |